# Resident Evil: Revelations 2
Resident Evil: Revelations 2, conosciuto anche come Biohazard Revelations 2 (バイオハザード リベレーションズ 2?, Baiohazādo Riberēshonzu Tsū) in Giappone, è un videogioco a episodi survival horror, la decima uscita della serie Resident Evil, sviluppato e pubblicato dalla software house giapponese Capcom. Il gioco è un continuo di Resident Evil: Revelations e Resident Evil 5. Il titolo vede come protagonista il ritorno di Claire Redfield, e per la prima volta si userà Barry Burton come personaggio giocabile.

## Trama
Resident Evil: Revelations 2 è collocato tra gli eventi di Resident Evil 5 e Resident Evil 6. La trama del gioco è divisa in 4 episodi: Penal Colony, Contemplation, Judgment e Metamorphosis.
Esistono due finali diversi: quello cattivo in cui Alex Wesker si risveglia nel corpo di Natalia Korda e Barry non riuscendo a sparare alla bambina la lascia andare; quello buono in cui Claire, Moira e Barry riescono a uccidere Alex e salvare Natalia. La scelta del finale dipende da chi il giocatore deciderà di far eliminare Neil, membro traditore di TerraSave tramutato in un mostro, durante la scena finale del capitolo 3, se sarà Claire a eliminarlo allora si otterrà il finale cattivo; al contrario, se sarà Moira a farlo, si avrà il finale buono.

## Modalità di gioco
Resident Evil: Revelations 2 è un videogioco survival horror e supporta la funzione di gioco cooperativa.

## Personaggi
Claire Redfield (sorella di Chris Redfield) è la protagonista di questo nuovo capitolo e Moira Burton, figlia di Barry Burton, la accompagnerà durante la storia con un ruolo di supporto. Barry Burton sarà il co-protagonista aiutato da una piccola ragazzina, la sua storia ambientata sei mesi dopo si alternerà a quella di Claire, per poi ricongiungervisi nel finale.
Personaggi utilizzabili nella modalità Raid:
- Claire Redfield (doppiata da Jolanda Granato)
- Barry Burton (doppiato da Diego Sabre)
- Moira Burton (doppiata da Annalisa Usai)
- Gina Foley
- Pedro Fernadez (doppiato da Davide Albano)
- Gabe Chavez (doppiato da Luca Ghignone)
- Neil (doppiato da Andrea Bolognini)
- Evgeny Rebic (doppiato da Mario Zucca)
- Alex Wesker (doppiata da Stefania Patruno)
- Chris Redfield (doppiato da Claudio Moneta)
- Leon Scott Kennedy (doppiato da Alessandro Rigotti)
- Cjpher
- Albert Wesker (DLC) (doppiato da Marco Pagani)
- HUNK (DLC) (doppiato da Ivo De Palma)
- Jill Valentine (doppiata da Debora Magnaghi)

## Creature
I nemici affrontati nel corso del gioco dal giocatore sono il risultato dell'infezione di tutta la popolazione umana (e in parte di quella animale) dell'isola russa di Zabytij da parte dei virus T-Phobos e Uroboros. Il nemico principale di tutto il gioco sarà Alex Wesker, sorella di Albert Wesker, la quale vorrà annientare Natalia. Si presenterà in diversi video del gioco da mostro ed in forma umana.

## Uscita
Nel dicembre 2014 è stato pubblicato il primo trailer del gioco. In seguito ne è uscito un secondo, che ha rivelato la presenza del personaggio di Barry Burton.
Capcom ha pubblicato il gioco nei primi mesi del 2015 sotto forma di episodi scaricabili online settimanalmente per: PlayStation 3, PlayStation 4, Microsoft Windows, Xbox 360 e Xbox One, per un totale di 4 episodi. Dopo che l'episodio finale è uscito, il gioco è stato pubblicato anche in versione integrale. Sony Computer Entertainment pubblicherà la versione per PlayStation Vita.

## Vendite
Il titolo ha venduto molto bene vendendo in tutto il mondo 1,1 milioni di copie. Il 28 gennaio 2016 CAPCOM ha rilasciato un comunicato il quale affermava che il titolo avesse superato il suo predecessore e si fosse portato a 1,6 milioni di unità vendute. Al 31 marzo 2016 il sito ufficiale CAPCOM riporta un ulteriore aumento delle vendite portando il totale a 1,8 milioni di copie e delegandolo al 31º posto nella classifica dei più venduti della casa nipponica.